# Jhonatan Esquivel
Jhonatan Esquivel, född 13 oktober 1988, är en uruguayansk roddare.
Esquivel tävlade för Uruguay vid olympiska sommarspelen 2016 i Rio de Janeiro, där han slutade på 18:e plats i singelsculler.